# Kostel svatého Jana (Cheb)
Kostel svatého Jana Křtitele byl nejstarším kostelem v Chebu. Vystavěn byl asi roku 1140, zbořen byl v roce 1812. Stával na Jánském náměstí nedaleko Chebského hradu. V době vzniku listiny, v níž je zmiňovaná chebská farnost i kostel sv. Jana Křtitele, byl kostel pravděpodobně již dokončen. Kolem kostela se rozkládal hřbitov ohraničený zdí. Později byl kostel doplněn o barokní průčelí. Z kostela pocházela deska s tajemnými znaky, která se ztratila v 19. století.